# فیدل کاسترو
فیدِل اَلِخاندرو کاسترو رز (به اسپانیایی: Fidel Alejandro Castro Ruz)، (۱۳ اوت ۱۹۲۶ – ۲۵ نوامبر ۲۰۱۶) سیاستمدار و انقلابی کوبایی بود. وی علاوه بر رهبری انقلاب کوبا، از سال ۱۹۵۹ تا ۱۹۷۶ میلادی به عنوان نخست‌وزیر و سپس به عنوان رئیس‌جمهور این کشور از سال ۱۹۷۶ تا ۲۰۰۸ فعالیت کرد. حزب کمونیست کوبا که تنها حزب سیاسی در نظام تک‌حزبی کوبا است، از سال ۱۹۶۵ تا سال ۲۰۱۱ تحت رهبری وی اداره می‌شد. بر اساس قانون اساسی مصوب سال ۱۹۷۶ میلادی دبیرکل حزب، رهبری حکومت را در اختیار دارد. کاسترو یکی از نمادهای انقلاب کمونیستی در آمریکای لاتین به‌شمار می‌رود؛ زیرا او نخستین حکومت مارکسیست-لنینیست جهان را در نیم‌کره غربی و در نزدیک‌ترین فاصله به آمریکا برقرار کرد. او در میان رهبران کمونیست جهان طولانی‌ترین دوره حکومت را داشت. ریش، سیگار برگ و لباس نظامی سبز زیتونی، نمادهای ماندگار ظاهر وی هستند.
در دوران زمامداری وی در کوبا صنایع و تجارت ملی‌سازی شد و اصلاحات سوسیالیستی دولت در سراسر جامعه به اجرا درآمد. کاسترو همچنین دو دوره دبیرکل جنبش عدم تعهد بود. کاسترو یکی از شخصیت‌های بحث‌برانگیز جهان معاصر بوده‌است. وی جوایز مختلف بین‌المللی به دست آورده و حامیانش او را قهرمان سوسیالیسم، ضد امپریالیسم و بشردوستی و کسی که توانسته استقلال کوبا را در برابر امپریالیسم آمریکا حفظ کند، می‌دانند. در مقابل؛ منتقدانش وی را یک دیکتاتور تمامیت‌خواه می‌دانند که دولتش باعث بروز موارد متعدد نقض حقوق بشر، آوارگی بیش از یک میلیون کوبایی و تضعیف اقتصاد کشور شده‌است. ارنستو چه گوارا از بزرگ‌ترین حامیان وی بود.

## زندگی

### اوایل زندگی

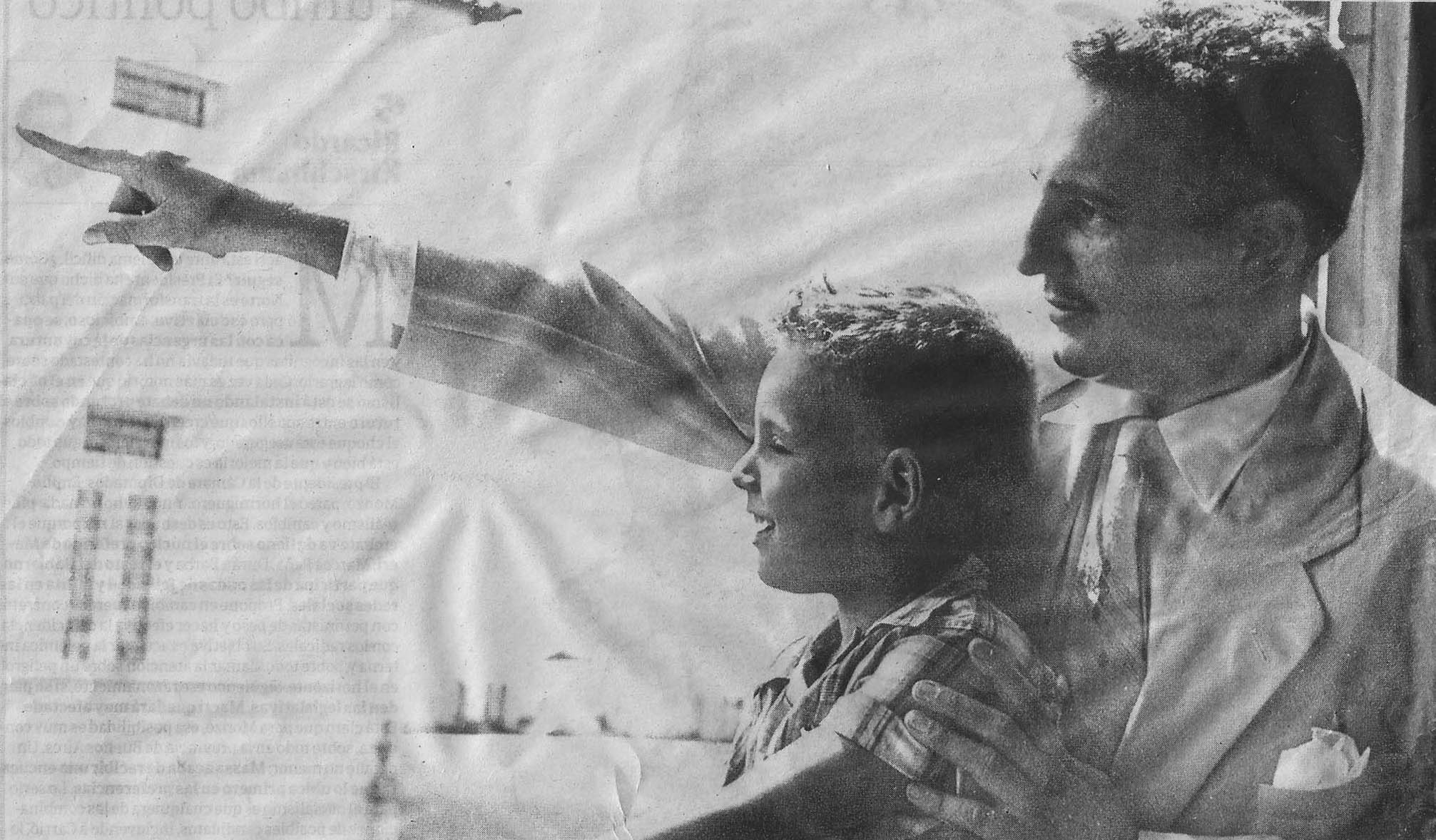
کاسترو و پسرش در سال 1954

فیدل کاسترو در تاریخ ۱۳ اوت ۱۹۲۶ در شهر بیران واقع در استان اولگین متولد شد. خانواده وی از زمین‌داران مرفّه نیشکر بودند. او بعد از گذراندن دبستان در روستا به مدرسه‌ای خصوصی واقع در شهر سانتیاگو د کوبا و سپس هاوانا رفت و پس از آن از دانشکده حقوق هاوانا فارغ‌التحصیل شد.

### انقلاب

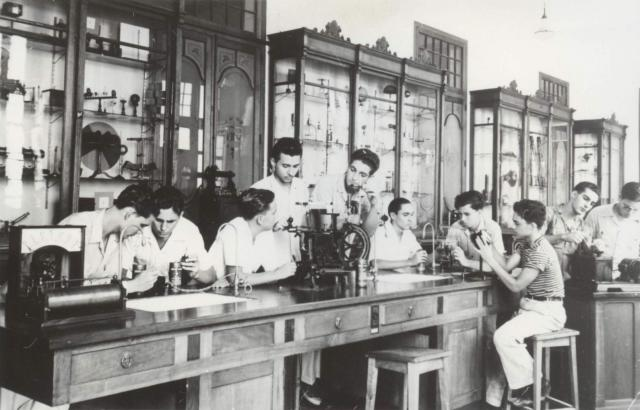
فیدل کاسترو در انستیتو دی بیلین، ۱۹۴۳، هاوانا، کوبا

اختلاف فاحش میان سطح زندگی خود با فقر شدید بسیاری از هموطنانش او را تحت تأثیر قرار داده و به یک انقلابی تبدیل کرد. او مصمم به سرنگونی حکومت فولخنثیو باتیستا ثالدیوار بود؛ زیرا نام حکومت او برابر با فساد سیاسی، انحطاط و نابرابری شدید بود. از سوی دیگر کوبا در آن زمان بهشت ثروتمندان خوش‌گذران بود و عملاً توسط باندهای تبهکار تن‌فروشی، قمار و قاچاق مواد مخدر اداره می‌شد.

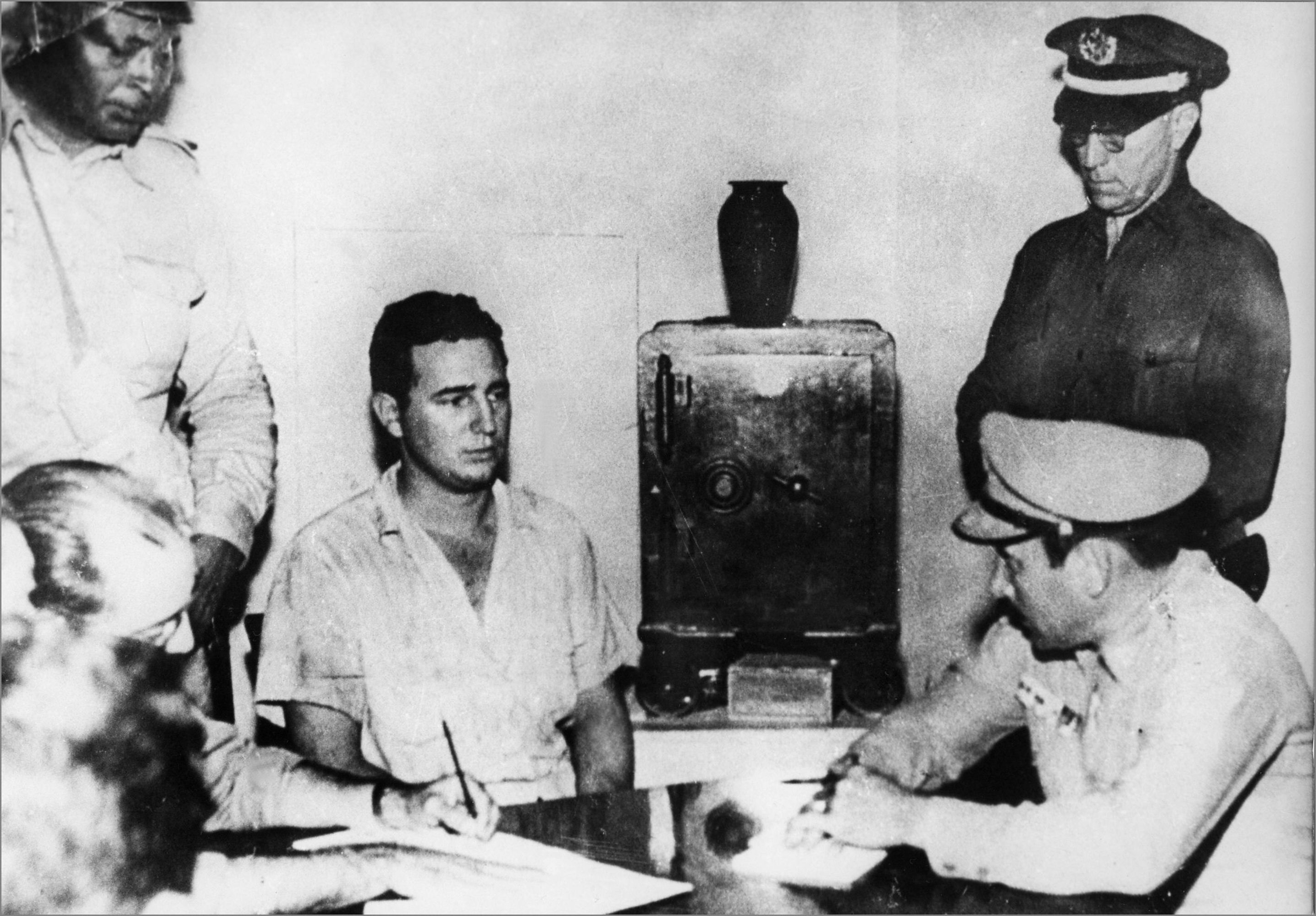
فیدل کاسترو، دستگیری بعد از تهاجم به مونکادا

بنابراین، زمانی که دانشجو بود به یک گروه دانشجویی پیوست که علیه فساد سیاسی مبارزه می‌کردند. او در سال ۱۹۴۷ میلادی عضو حزب مردم کوبا شد که به حزب ارتدوکس کوبا هم شهرت داشت. وی سپس رهبر جناح چپ حزب شد و همان سال داوطلب عضویت در یک گروه مسلح برای مبارزه علیه نظام رافائل لئونیداس تروخیو در جمهوری دومینیکن شد اما این گروه نتوانست از کوبا خارج شود. فیدل کاسترو بارها در طرح‌ریزی و اجرای این‌گونه نقشه‌های ضد امپریالیستی نقش داشت.
در سال ۱۹۵۳ بخاطر نقش در یک کودتای نافرجام به زندان افتاد. او پس از آزادی از زندان به مکزیک رفت و سپس به همراه ارنستو چه گوارا و هشتاد و دو نفر از یارانش با قایقی که نشتی داشت به کوبا بازگشت. بیشتر مبارزان به محض پهلو گرفتن قایق دستگیر یا کشته و فقط دوازده نفر از آن‌ها موفق به فرار شدند. این افراد به تپه‌های هاوانا سرازیر شدند.

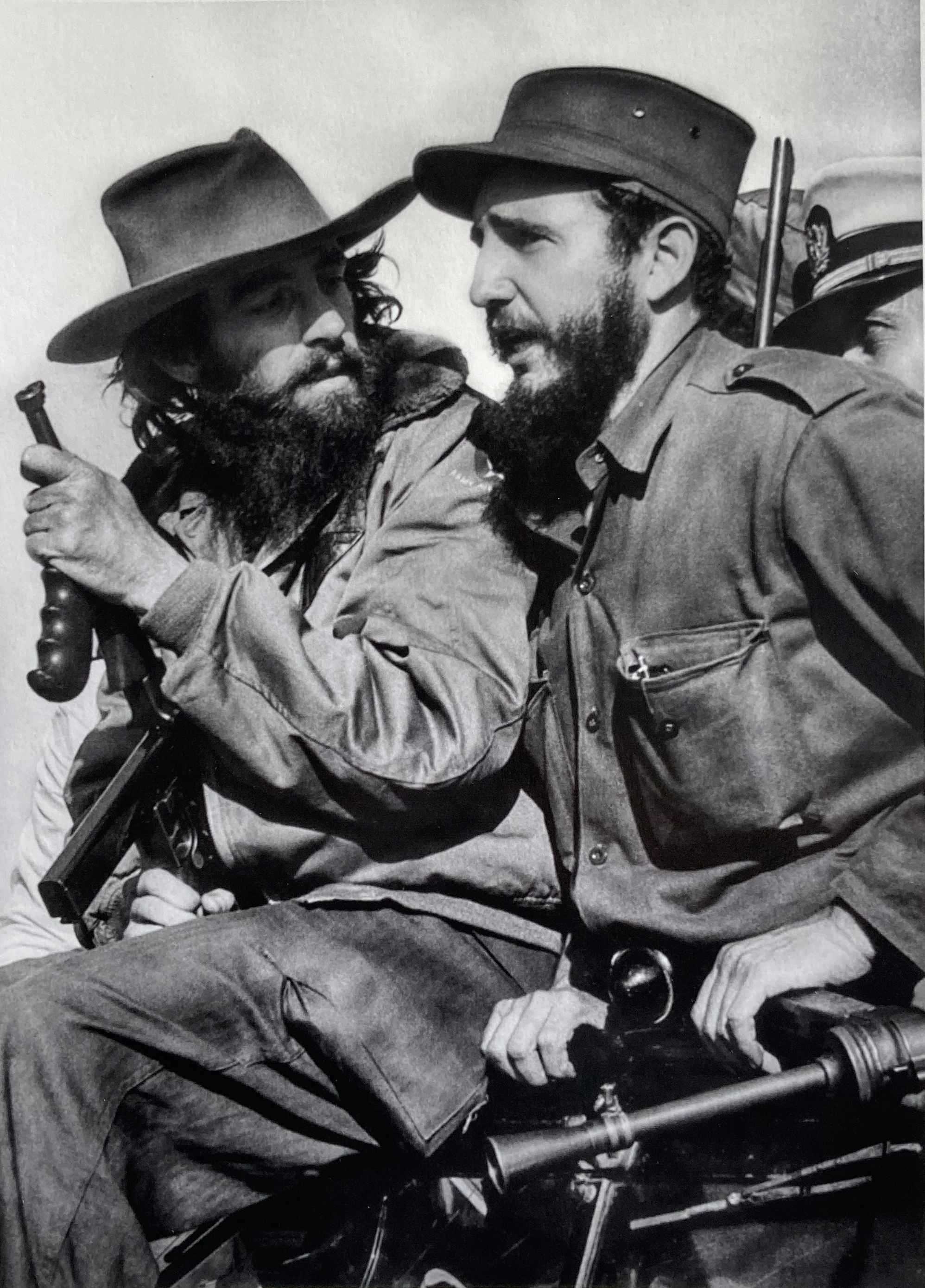
کاسترو و کامیلو سینفوئگوس انقلابی دیگر در ۸ ژانویه ۱۹۵۹ وارد هاوانا می‌شوند

### پیروزی
کاسترو، ارنستو چه گوارا و همراهانشان انقلاب را از پایگاه خود در کوه‌های سیرا مائسترا با یک جنگ چریکی کلاسیک را آغاز کرده و در روز دوم ژانویه ۱۹۵۹ وارد هاوانا شدند. با فرار باتیستا، کاسترو پیروز و دولت جدیدی در کوبا مستقر شد. رهبران کوبا قول دادند زمین‌ها را به مردم واگذار کنند و از حقوق فقرا دفاع کنند.
در آن زمان کاسترو تأکید داشت که ایدئولوژی او قبل از هر چیز کوبایی است و می‌گفت: «ما به دنبال کمونیسم یا مارکسیسم نیستیم. به جای آن دموکراسی و عدالت اجتماعی می‌خواهیم، آنهم در چارچوب اقتصادی با برنامه».

### جنگ سرد
اما دوایت آیزنهاور به او توجهی نکرد و بر اساس گفته خود کاسترو، همین مسئله او را به آغوش شوروی و رهبر آن نیکیتا خروشچف، انداخت. از آن پس کوبا به یکی از صحنه‌های جنگ سرد تبدیل شد. بعضی از یاران لیبرال او این کار را خیانت دانستند.

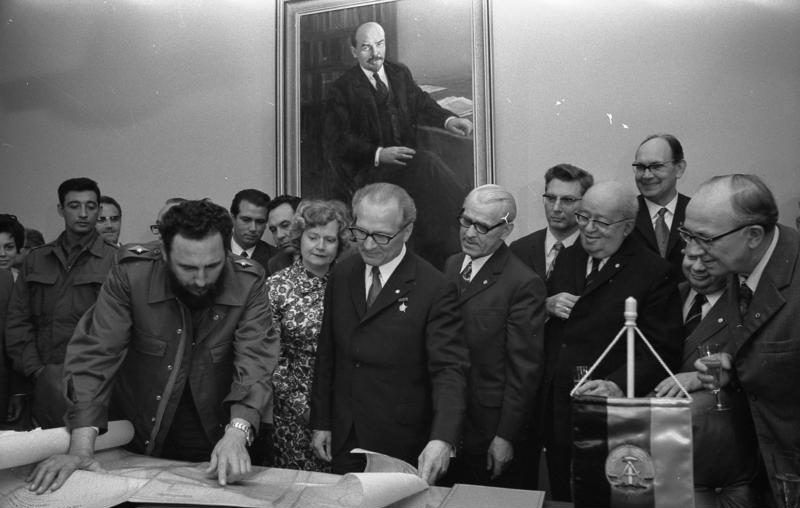
کاسترو در شوروی

پس از آنکه دولت کاسترو اموال و دارایی‌های آمریکایی‌ها در کوبا را مصادره کرد، در آوریل ۱۹۶۱ آمریکا تلاش کرد با ایجاد جنگ چریکی با به‌کارگیری ارتشی خصوصی متشکل از تبعیدیان کوبایی، حکومت کاسترو را سرنگون کند. اما ارتش کوبا در خلیج خوک‌ها به مهاجمان حمله کرد و ضمن کشتن بسیاری از آنها، هزار نفر دیگر را به اسارت گرفت. این پیروزی به ابزار تبلیغاتی کاسترو بدل شد. او با این کار به وجهه ابرقدرت بودن آمریکا چنگ انداخته بود و این برای آمریکا پذیرفتنی نبود.
در ۱۹۶۲، هواپیماهای تجسسی آمریکا موشک‌های هسته‌ای شوروی را در راه انتقال به کوبا شناسایی کردند. این مسئله باعث ترس در جامعه بین‌الملل شد؛ زیرا جهان در آستانه یک جنگ هسته‌ای تمام عیار قرار گرفته بود. جان اف. کندی، رئیس‌جمهوری وقت آمریکا به کوبا هشدار داد: «در آن جزیره محصور، مجموعه‌ای از پایگاه‌های شلیک موشک‌های تهاجمی در حال ساخت است. هدف از احداث این پایگاه‌ها نمی‌تواند چیزی جز ایجاد توانایی انجام حمله هسته‌ای در نیمکره غربی باشد». با مذاکرات فشرده و پشت پرده، شوروی موشک‌هایش را به صورت آشکار از کوبا و آمریکا به‌طور مخفیانه سلاح‌هایش را از ترکیه خارج کرد.
اتحاد شوروی روابط اقتصادی زیادی با کوبا بر قرار کرد و خریدار بخش عمده محصول شکر این جزیره بود. آمریکا نیاز شدیدی به برخی کالاهای کوبایی داشت. اما بخاطر تحریم‌های تجاری آمریکا، این کالاها به شوروی صادر می‌شدند. با حمایت شوروی کوبا در رأس جنبش عدم تعهد قرار گرفت.

### حضور در آفریقا

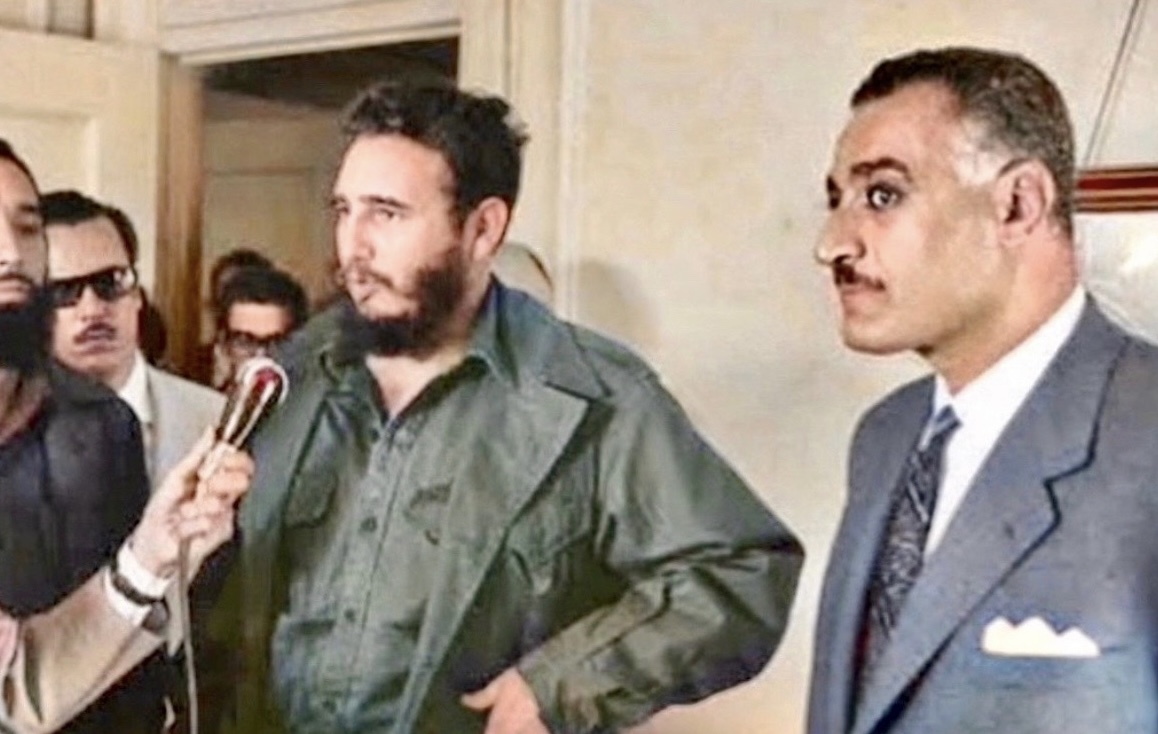
کاسترو و عبدالناصر رئیس جمهور مصر، در حال رفتن به دیدار خود در حاشیه مجمع عمومی سازمان ملل در سال ۱۹۶۰

او در آفریقا جانبدارانه عمل می‌کرد و نیروهای نظامی‌اش را در جنگ داخلی آنگولا و جنگ داخلی موزامبیک به کمک چریک‌های مارکسیست فرستاد.

### پس از فروپاشی شوروی
فروپاشی اتحاد جماهیر شوروی برای انقلاب کاسترو فاجعه‌بار بود؛ زیرا فروش شکر به شوروی قطع و اقتصاد کوبا عملاً تعطیل شد. با قطع کمک‌های حیاتی شوروی و به خاطر وجود تحریم‌های آمریکا، کشور دچار کمبود همه‌جانبه و بحران‌های جدی شد؛ بنابراین در اواسط دهه ۹۰ میلادی تحمل بسیاری از کوبایی‌ها به پایان رسید و هزاران نفر از آن‌ها از طریق دریا به سوی فلوریدا آمریکا رفتند. با اینکه بسیاری از آن‌ها در طول مسیر غرق شدند، اما این حرکت نمادی برای اعتماد خردشده نسبت به شخص کاسترو بود.

### سال‌های پایانی

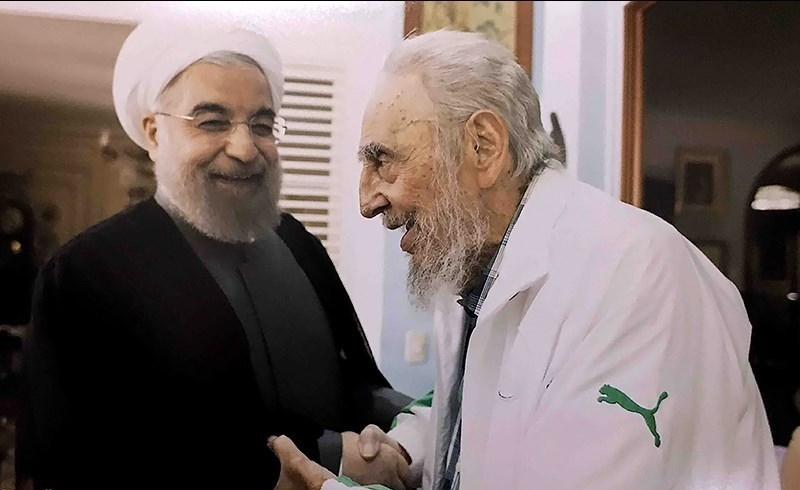
کاسترو و حسن روحانی رئیس جمهور پیشین ایران در سال ۲۰۱۶

در سال‌های پایانی حکومت به نظر می‌رسید که او در مواضع خود قدری ملایم‌تر شده‌است. او پس از انجام یک عمل اضطراری جراحی سرطان روده در سال ۲۰۰۶، از قدرت کنار رفت. برادرش رائول کاسترو جای وی را گرفت. از آن به بعد به ندرت در انظار عمومی ظاهر شد. در فوریه ۲۰۰۸ اعلام کرد که دیگر سمت رئیس‌جمهوری و فرمانده کل قوا را نخواهد پذیرفت. در سال‌های بعد سعی کرد تا با ایجاد پیوند با هوگو چاوز رئیس‌جمهور وقت ونزوئلای نفت‌خیز جای خالی کمک‌های اتحاد شوروی را پر کند.

### درگذشت
فیدل کاسترو در ۲۵ نوامبر ۲۰۱۶ در سن ۹۰ سالگی درگذشت. تلویزیون کوبا بامداد روز شنبه این خبر را به نقل از رائول کاسترو اعلام کرد. گزارش‌ها حاکی است که رائول کاسترو، رئیس‌جمهوری وقت کوبا، با حضور در تلویزیون این کشور گفته‌است: «فرمانده کل انقلاب کوبا ساعت ده و ۲۹ دقیقه شامگاه جمعه درگذشت». به گزارش خبرگزاری فرانسه، رائول کاسترو گفته‌است: طبق وصیت فیدل کاسترو جسد وی روز شنبه سوزانده خواهد شد. مراسم تشییع جنازه فیدل کاسترو در ۴ دسامبر ۲۰۱۶ برگزار شد.

## سوء قصدها
سازمان سیا چند بار سعی کرد او را به قتل برساند که معروف‌ترین مورد آن عملیات مانگوس بود. در این عملیات قرار بود در سیگارهای برگ فیدل مواد منفجره قرار داده شود. سیگار برگ برای سازمان سیا چیزی جذب کننده برای ترور کاسترو بود.
از جمله موارد دیگر، طرحی برای ریختن ریش او با هدف دست انداختن او در انظار عمومی بود. قرار بود این کار از طریق پودری که او به ریش‌های خود می‌زند انجام شود.

## اندیشه و دین

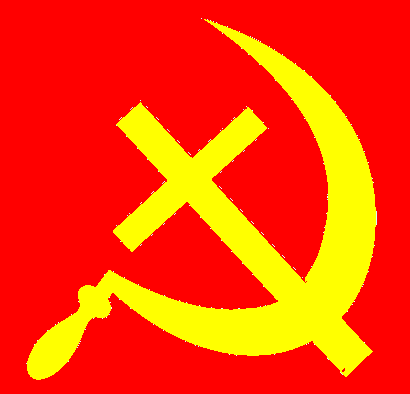
چکش داس و چکش که با جایگزین شده‌است در کمونیسم مسیحی.

اندیشه‌های اجتماعی و سیاسی فیدل کاسترو با عنوان کاستروئیسم (به انگلیسی: Castroism) شناخته می‌شود.
کاسترو نه فردی مذهبی بلکه ضد دین بود و کلیسای کاتولیک را یک نهاد طرفدار سرمایه‌داری به‌شمار می‌آورد. اگرچه دیدگاه‌های مذهبی فیدل کاسترو بحث‌های متعددی را به همراه داشته‌است، زیرا غسل تعمید داده شده و به عنوان یک وابسته به کلیسای کاتولیک روم بزرگ شد، اما او بعداً در زندگی به عنوان یک خداناباور شناخته شد. او استفاده از انجیل برای توجیه سرکوب زنان و آفریقایی‌ها را نقد می‌کرد اما تشریح می‌کرد که مسیحیت «گروهی از اندرزهای بسیار انسانی» را ارائه می‌کند که «ارزش‌های اخلاقی» و «حسی از عدالت اجتماعی (سوسیال)» را به دنیا می‌بخشد، نقل می‌کند «اگر مردم مرا یک مسیحی بدانند، نه از منظر مذهبی بلکه از منظر نسخه سوسیال، من اعلام می‌کنم که یک مسیحی هستم» او مفسر این ایده بود که عیسی مسیح یک کمونیست بوده‌است (کمونیسم مسیحی)، با اشاره به تغذیه انبوه خلق و داستان مسیح و مرد جوان ثروتمند به عنوان گواه کاسترو.
جنبش انقلابی کوبا که از ۱۹۵۳ آغاز شد، در شروع مبارزه ایدئولوژی یا نظریه روشنی نداشت و هدف آن تنها سرنگونی رژیم فاسد باتیستا بود. آمیزش جنبش چریکی با کمونیسم از ۱۹۶۱ پدید آمد و آن هنگامی بود که کاسترو به مارکسیسم-لنینیسم روی آورد و آن را ایدئولوژی رسمی کوبا کرد. اهمیت این ایدئولوژی بیشتر از نظر در پیش گرفتن یک روش انقلابی خاص است؛ بنابراین روش، پیشاهنگان انقلابی، به جای آن که در انتظار پیدایش شرایط «عینی» مارکسیستی و شرایط «ذهنی» لنینیستی برای یک انقلاب کامل عیار بنشینند باید این شرایط را با آغاز جنبش چریکی از مناطقی روستایی و کوهستانی که خارج از چتر امنیتی رژیم حاکم است به وجود آورند. به عبارت دیگر، کاستروئیسم نیز مانند لنینیسم و مائوئیسم، روش یک انقلاب پیروزمند در یک کشور را به عنوان مدل برای کشورهای دیگر عرضه می‌کند. با این مدل، هم کاسترو و هم چه گوارا، اندیشه‌های مارکسیستی و لنینیستی دربارهٔ مراحل انقلاب را که تحول طبقاتی تعیین‌کننده آن است، کنار می‌گذارند.

## حواشی

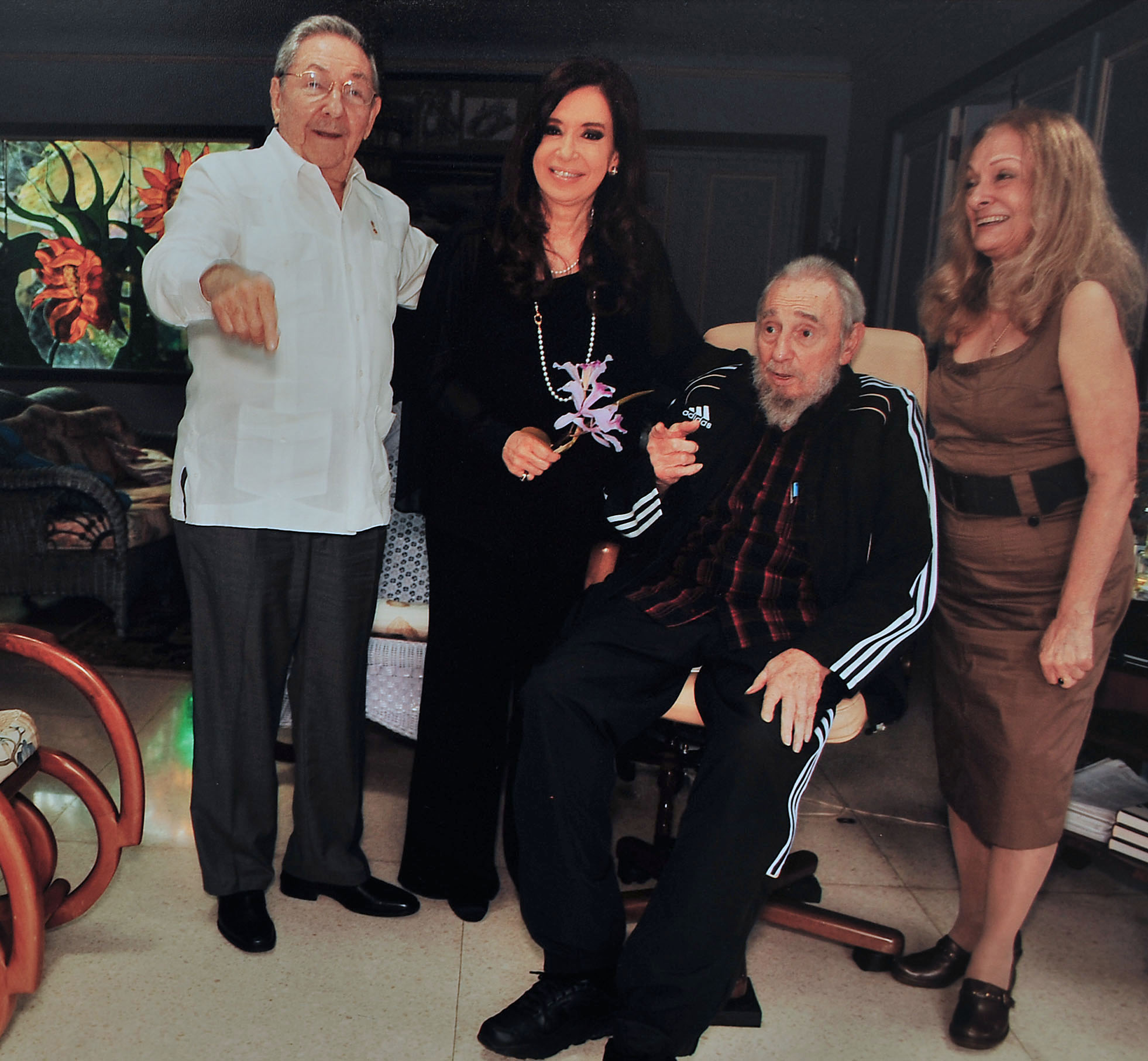
کریستینا فرناندس رئیس جمهور پیشین آرژانتین میان فیدل کاسترو و رائول کاسترو

- در دهه‌های ۱۹۶۰ و ۱۹۷۰ میلادی، هم‌جنس‌گرایان کوبا تحت شدیدترین فشارها قرار گرفتند. حکومت فیدل کاسترو آن‌ها را به‌منظور «تجدید تربیت و پرورش»، روانهٔ اردوگاه‌های کار اجباری کرد. فیدل کاسترو سال‌ها بعد اعتراف کرد که این سیاست غلط بوده‌است.[۱۵]
- در سال ۱۹۸۰ میلادی، کاسترو به ۱۲۵ هزار نفر از کوبایی‌هایی که خواستار ترک کوبا بودند، اجازه داد تا از طریق بندر ماریل طی یک مهاجرت انبوه، به ایالات متحده آمریکا مهاجرت کنند.[۱۶]
- او مخالف نامگذاری مجسمه، خیابان یا میدان به نام خود و چهره‌اش روی سکه‌ها ضرب بود؛ زیرا آن را نماد «تکبر انسانی» می‌دانست. اما در نطق‌های طولانی خود در تلویزیون و رادیو برای اثرگذاری استفاده می‌کرد؛ زیرا همه کانال‌ها و شبکه‌ها سخنرانی‌های او را پخش می‌کردند.[۱۷]
  - در سال ۲۰۰۴ بخاطر زمین‌خوردن، دچار شکستگی کاسه زانو و بازو شد.[۳]
- کاسترو نظام خدمات درمان و آموزش رایگان و با کیفیت را در دسترس همگان قرار داد. نرخ مرگ و میر نوزادان این کشور با اکثر کشورهای پیشرفته جهان قابل مقایسه است.[۳]
- رفتار خشن او در مقابل مخالفان سیاسی بر سابقه حقوق بشر او سایه انداخته‌است. پاپ ژان پل دوم در سال ۱۹۹۸ در سفری تاریخی از کوبا دیدن کرد. او در این سفر کاسترو را به خاطر نقض حقوق بشر محکوم کرد.[۲]
- کاسترو در مجموع با ۴ ساعت و ۳۰ دقیقه، رکوردار طولانی‌ترین سخنرانی در مجمع عمومی سازمان ملل متحد است.[۱۸]

## سینما

فیدل (فیلم ۲۰۰۲)

دربارهٔ کاسترو مستندهای سینمایی و تلویزیونی زیادی ساخته شده‌است. حدود ۵۰ بازیگر سینما و تلویزیون در نقش او بازی کرده‌اند که از میان آن‌ها نقش‌آفرینی جک پالانس در فیلم «چه» (۱۹۶۹) و دمیان بیچیر در فیلم چه ساخته استیون سودربرگ محصول ۲۰۰۸ اشاره کرد.
وی از علاقه‌مندان به سینما بود و در مستند فرمانده ساخته الیور استون از علاقه‌اش به سوفیا لورن، بریژیت باردو، ژرار دوپاردیو و چارلی چاپلین می‌گوید.
بر اساس فیلم‌شناسی‌ها، کاسترو پیش از گذاشتن ریش در دو فیلم کمدی موزیکال هالیوودی «راحت برای ازدواج» و «تعطیلات در مکزیکو» هر دو ساخته سال ۱۹۴۶ به عنوان سیاهی‌لشکر بازی کرده‌است.

## نگارخانه

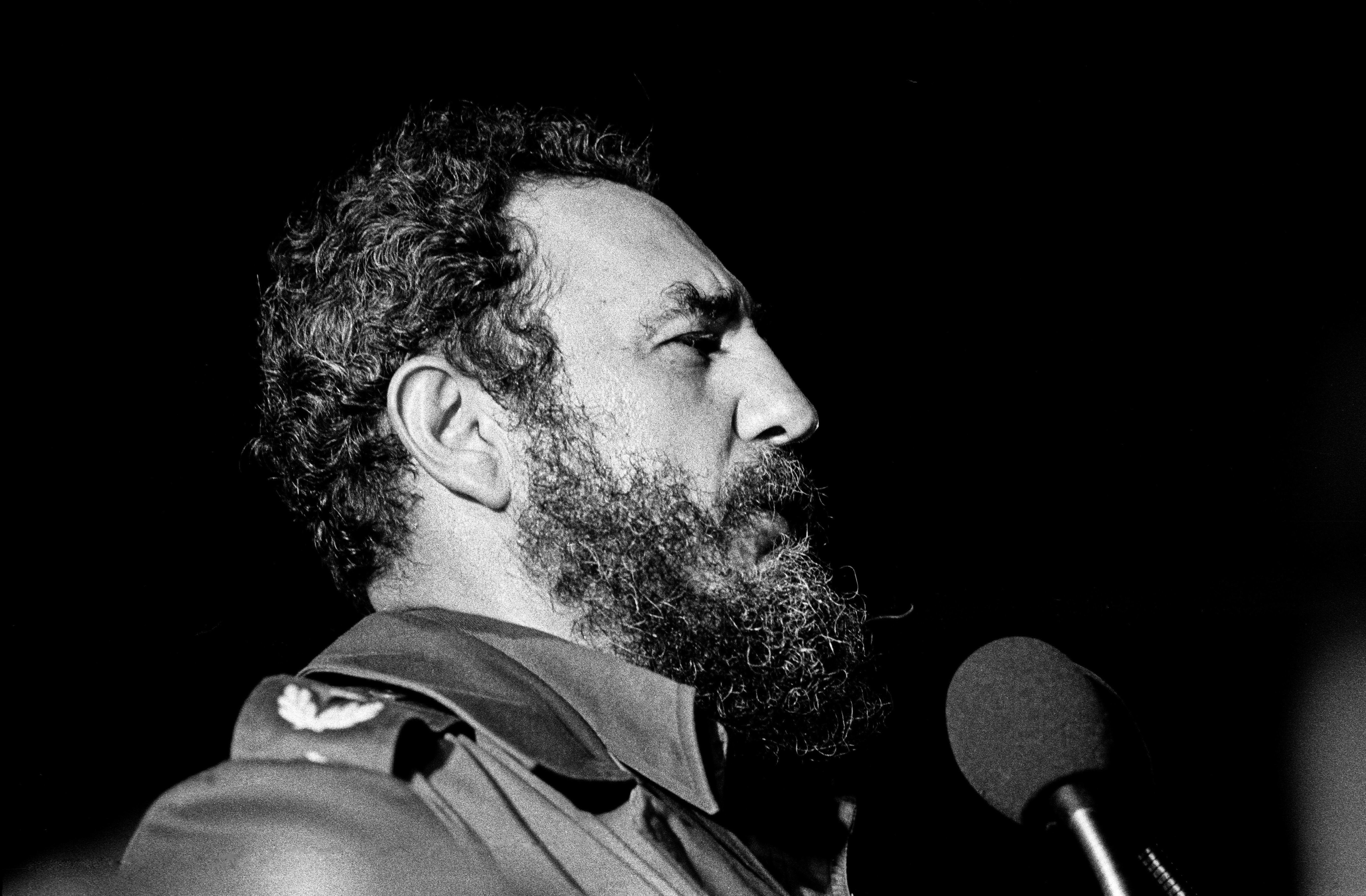
کاسترو در یک سخنرانی عمومی در سال ۱۹۷۸ میلادی
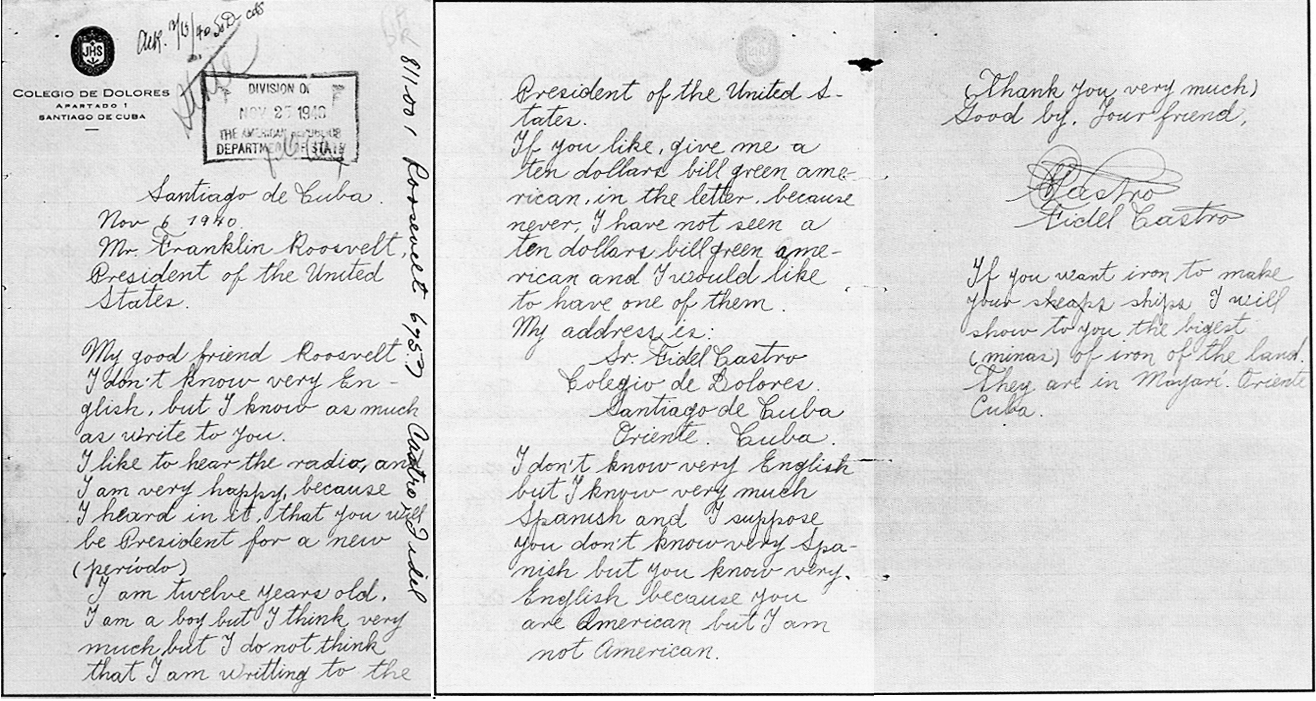
یک نامه به زبان انگلیسی که کاسترو به فرانکلین دلانو روزولت در چهارده سالگی نوشته‌است.
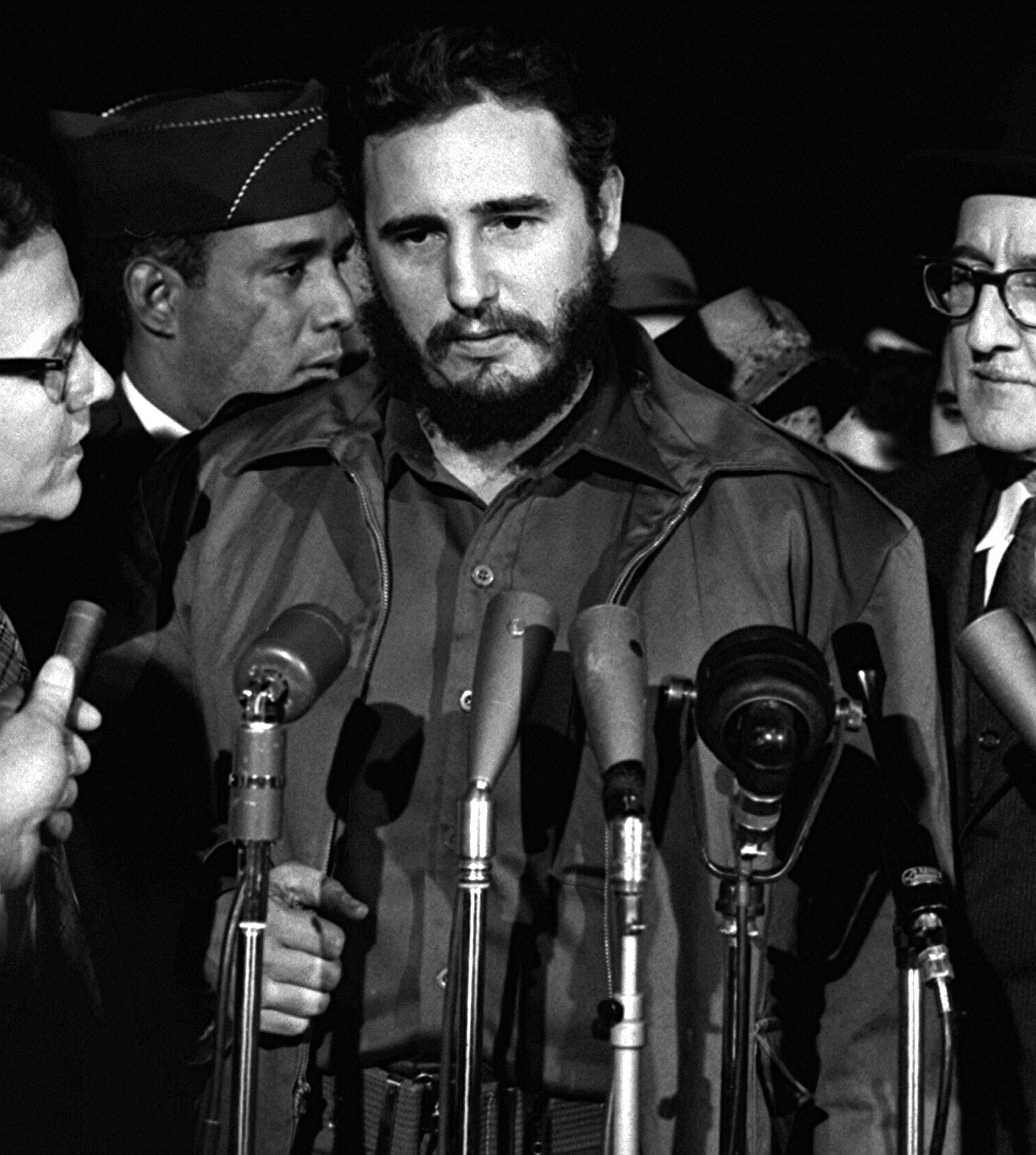
فیدل در ۱۹۵۹ میلادی در بازدید از ایالات متحده
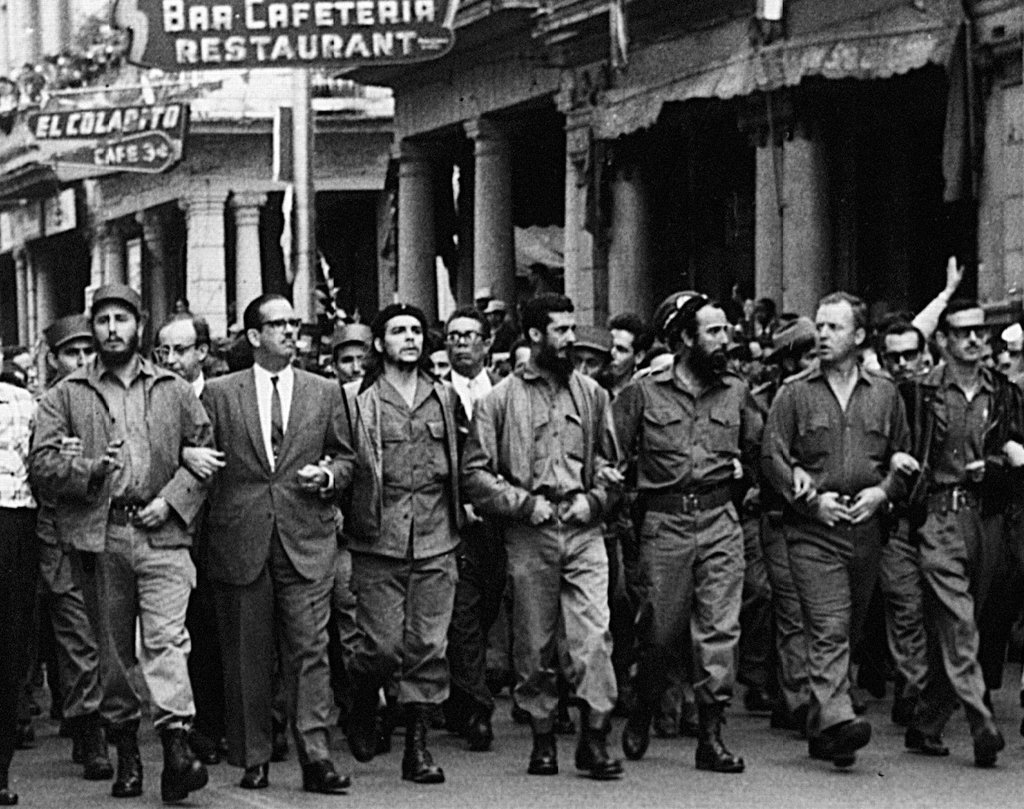
رژه سران انقلاب کوبا، ۵ مارس ۱۹۶۰ میلادی
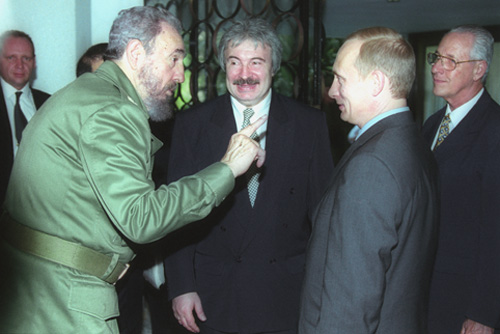
کاسترو و پوتین در سال ۲۰۰۰
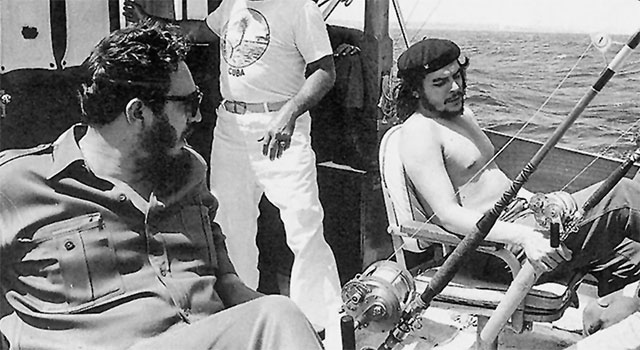
چه‌گوارا و فیدل، ۱۹۶۰ میلادی
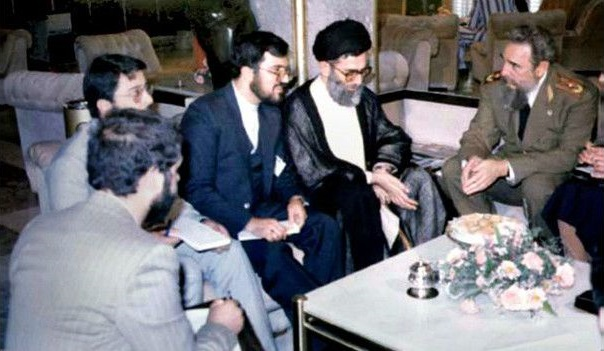
دیدار کاسترو و خامنه‌ای در تهران